# Die unheimliche Bibliothek
Die unheimliche Bibliothek (japanisch ふしぎな図書館 Fushigi na Toshokan) ist ein Buch von Haruki Murakami. Es erschien erstmals 2005 auf Japanisch und 2013 in deutscher Übersetzung von Ursula Gräfe im DuMont Buchverlag. Die deutsche Ausgabe enthält zudem 20 Illustrationen von Kat Menschik.

## Inhalt
Der jugendliche Ich-Erzähler möchte sich in einer Bibliothek Bücher zum Thema "Steuereintreibung im Osmanischen Reich" ausleihen. Er bekommt drei Bücher, die allerdings mit einem Sperrvermerk versehen sind, dass sie nicht außerhalb der Bibliothek benutzt werden dürfen. Der Bibliothekar, der alte Mann, führt den Erzähler über eine endlos erscheinende Treppe in ein Kellerverlies, wo er mit einer Fußfessel versehen die drei Bücher lesen muss.
Der Erzähler bekommt Besuch von einem freundlichen Schafmann, der ihm Kaffee und Donuts bringt und ihn über die Absichten des alten Mannes aufklären will. Zudem besucht ihn auch ein Mädchen, dessen Stimmbänder zerstört wurden, und das ihm ebenfalls Essen bringt. Mehr und mehr verliert er sich in der Handlung der Bücher, sodass ihm dieses Mädchen auch in einer der Figuren eines Buches erscheint.
In einer Neumondnacht bietet sich dem Erzähler die Möglichkeit, aus dem Verlies zu entkommen, da zu dieser Zeit der alte Mann tief und fest schläft. Der Schafmann bietet ihm seine Hilfe an; allerdings ist der alte Mann ausgerechnet jetzt nicht müde und erwischt die beiden. Da erscheint ein Star, der immer größer wird und den alten Mann schließlich überwältigt, sodass der Erzähler entkommen kann.
Einige Zeit später ist dem Erzähler nicht mehr klar, ob er diese Geschichte selbst erlebt oder nur geträumt hat.

## Kritik
„Die Kurzerzählung aus dem Jahr 1982 – jetzt zum ersten Mal auf Deutsch erschienen und von Kat Menschik mit düsterer Heiterkeit illustriert – ist so rätselhaft und schön wie die großen Romane des Meisters des kalten Märchens.“